# 铜尾慧星蜂鸟
铜尾慧星蜂鸟（学名：Polyonymus caroli）是秘鲁特有的一种蜂鸟。它们是铜尾慧星蜂鸟属的单型种。它们种群的具体数量尚且不明，它们被描述为“罕见的”。它们的栖息地位于秘鲁安第斯山脉海拔2,100—3,400米（6,900—11,200英尺）的灌木丛和森林边缘。